# Doctor Strangelove
Doctor Strangelove (títol original en anglès: Dr. Strangelove or: How I Learned to Stop Worrying and Love the Bomb) és una pel·lícula britànica de 1964, dirigida per Stanley Kubrick.

## Argument
La història es desenvolupa en plena guerra freda. El general estatunidenc Jack D. Ripper, pres de bogeria paranoica, decideix enviar un Boeing B-52 Stratofortress per colpejar l'URSS. El president dels Estats Units convoca una reunió d'urgència a la sala subterrània de comandament estratègic per intentar evitar una guerra nuclear.
Un debat s'inicia llavors entre els partidaris de les diferents opcions polítiques i militars que s'ofereixen al President. L'única possibilitat per evitar un conflicte major, és de proporcionar als soviètics les posicions dels avions, per tal que els destrueixin. Alguns són abatuts i els altres són cridats, excepte un, el sistema de comunicacions del qual és avariat.
L'ambaixador de l'URSS, convocat per tal de testimoniar la bona fe del president estatunidenc, menciona l'existència d'un sistema secret de defensa que posaria en marxa l'holocaust nuclear en cas d'atac contra l'URSS. El sistema secret de defensa porta el nom de La Màquina infernal.
Es consulta llavors el doctor Strangelove, un científic trànsfuga del Tercer Reich, nostàlgic i psicòpata. Explica llavors una solució possible per salvar l'espècie humana.
Durant aquest temps, la tripulació del B-52 porta endavant la seva missió, segurs de la legitimitat de l'ordre que han rebut, malgrat totes les dificultats que han d'enfrontar.

## Repartiment
- Peter Sellers: Coronel Lionel Mandrake, President Merkin Muffley i Doctor Strangelove
- George C. Scott: General «Buck» Turgidson
- Sterling Hayden: General Jack D. Ripper
- Keenan Wynn: Coronel «Bat» Guano
- Slim Pickens: Comandant T. J. «King» Kong
- Peter Bull: Ambaixador de Sadesky
- Tracy Reed: Miss Scott
- James Earl Jones: Tinent Lothar Zogg
- Jack Creley: Mr. Staines

## Escenes d'antologia

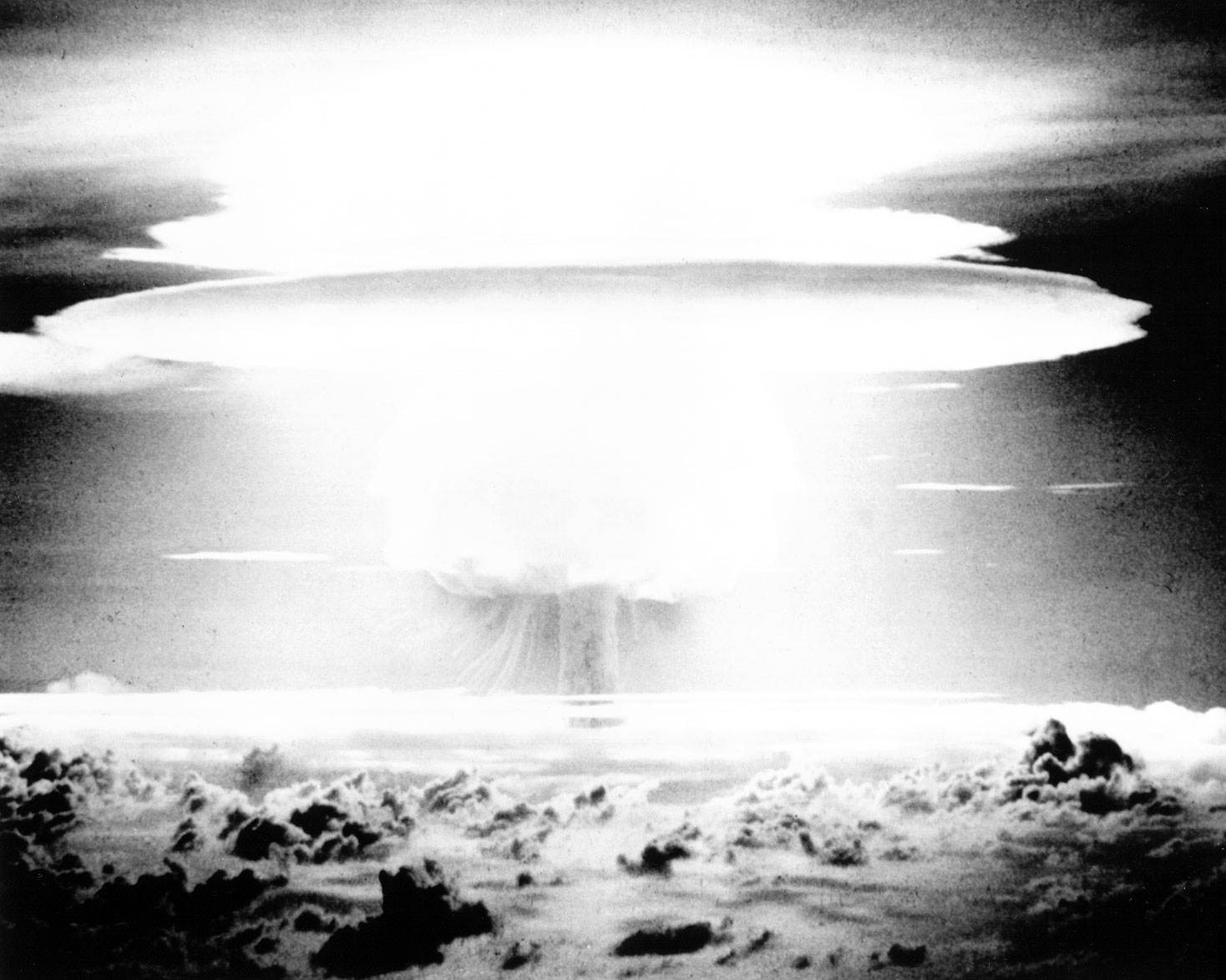
Explosions finals, sobre el text de la cançó: We'll meet again, far away, from the sea...

- La conversa al telèfon vermell, on el president estatunidenc intenta amb tota la diplomàcia possible de fer comprendre al seu homòleg soviètic, despert en plena nit, i aparentment ebri, la gravetat de la situació.
- Peter Sellers, d'oficial britànic, intentant impedir, debades, que el general Jack D. Ripper (literalment «Jack l'Esbudellador») dispari amb la metralladora a soldats compatriotes que han vingut a buscar-ho, i que ha pres per russos.
- El comandant a bord del B-52 que llegeix per l'intèrfon a la seva tripulació les consignes i els fa verificar el contingut del seu estoig de supervivència, on es troba preservatius, tauletes de xiclet i una bíblia miniatura combinada amb un guia de conversa en rus.
- El Dr. Strangelove, amb fort accent alemany, prova de dominar el seu braç dret que té tendència a fer la salutació hitleriana espontàniament.
- El comandant del B-52, barret texà sobre el cap, cavalcant sobre la bomba deixada anar de l'avió.

## Al voltant de la pel·lícula
- Stanley Kubrick alimenta amb aquesta pel·lícula un propòsit: la denúncia de la incompetència dels polítics de tota mena, l'absurditat criminal dels projectes i realitzacions dels complexos militar-industrials.[3]
- Doctor Strangelove és, segons Bosley Crowther pel New York Times, la broma macabra més xocant que mai hagi trobat, i al mateix temps una de les puntes més enginyoses i més acerades, dirigida contra la ximpleria i la bogeria de l'exèrcit, mai mostrada a la pantalla . El títol original és d'un cinisme que fa tremolar.
- L'estrena de la pel·lícula era prevista el 22 de novembre de 1963, però aquell dia va ser assassinat el president John Fitzgerald Kennedy. La producció va retardar la data de l'estrena fins a començaments de l'any següent.[3]
- A la seva estrena en sales, la tensió entre els Estats Units i l'URSS havia baixat una mica, quedant la pel·lícula d'una actualitat menys viva. Punt límit de Sidney Lumet, rodada el mateix any, ho broda al voltant del mateix tema. Kubrick la fa recomprar per Columbia Pictures perquè no comprometi la sortida de la seva pròpia pel·lícula. L'explotació en sala de Fail-Safe serà duta a l'octubre de 1964.
- Peter Sellers interpreta ell sol tres papers: el president dels Estats Units d'Amèrica, l'oficial anglès Lionel Mandrake i el doctor Strangelove. Hauria hagut d'interpretar un quart personatge, el comandant T.J. King Kong que pilota el B-52, però una ferida al turmell li va impedir agafar aquest paper molt físic. Per què quatre papers? Segons Kubrick, es tractava de quatre papers que requereixen un gran talent còmic que només tenia segons ell Peter Sellers.
- Doctor Strangelove, el personatge del títol, encarna el reciclatge pels Estats Units (i l'URSS i França) de científics que havien treballat (i sovint adherit) pel règim nazi. Amb un excés còmic, Kubrick recorda que el fenomen està lluny de ser una invenció. El doctor està inspirat en Edward Teller, un dels enginyers del Projecte Manhattan i inventor de la bomba H i en Wernher von Braun, antic savi alemany a sou dels nazis (rèplica del general Turgidson: Per a mi és sempre un Fritz), pare de les V1 i V2. El primer, que va ser més tard conseller tècnic del president estatunidenc, posseïa un fort accent hongarès i un temperament bèl·lic desacomplexat; el segon, era un especialista de les propulsions i vols de coets que va aconseguir tirar endavant els programes de la NASA.
- La «màquina de l'últim judici» descrit per l'ambaixador soviètic a la pel·lícula va ser veritablement estudiada per l'URSS al començament dels anys 1960. El projecte consistia en un gran vaixell mercant omplert de productes altament radioactius que havia de circular per les costes soviètiques i que, en cas de destrucció de l'URSS, havia de jugar el paper d'una immensa bomba radiològica. Aquest projecte mai no va veure la llum del dia pels riscs evidents d'accident.
- La sala d'operacions subterrània constitueix una visió molt personal de Kubrick del centre operacional d'urgència de la presidència (Presidential Emergency Operations Center) situat sota de l'ala dreta de la Casa Blanca.
- Es diu que quan va entrar a la Casa Blanca el 1980, Ronald Reagan va demanar on era la sala de guerra. Va caldre explicar al nou president que aquesta sala era una pura invenció de Stanley Kubrick.
- Al llarg de la pel·lícula, el vol del B52 és acompanyat d'un tema musical recurrent pertanyent al folklore tradicional estatunidenc: When Johnny Comes Marching Home.
- L'escena final de l'holocaust nuclear és irònicament acompanyada per la cançó We'll Meet Again de la cantant anglesa Vera Lynn.
- La pel·lícula Armageddon de Michael Bay fa una picada d'ull a la pel·lícula de Stanley Kubrick: en una de les escenes (sobre l'asteroide), el personatge una mica guillat anomenat "Estafa" (interpretat per Steve Buscemi) es posa a fer el rodeo sobre un cap nuclear (com el comandant T. J «King» Kong), sota la mirada nerviosa del pilot de la seva llançadora espacial que li dona l'ordre de baixar abans que "Estafa", divertit, li digui: "Imitava el Dr. Strangelove, recorda? A la pel·lícula, quan fa el rodeo sobre un cap nuclear...".

## Premis i nominacions

### Premis
- 1965: BAFTA a la millor pel·lícula
- 1965: BAFTA a la millor pel·lícula britànica
- 1965: BAFTA a la millor direcció artística

### Nominacions
- 1965: Oscar a la millor pel·lícula[4]
- 1965: Oscar al millor director per Stanley Kubrick[4]
- 1965: Oscar al millor actor per Peter Sellers[4]
- 1965: Oscar al millor guió adaptat[4]
- 1965: BAFTA al millor guió britànic per Stanley Kubrick, Peter George i Terry Southern
- 1965: BAFTA al millor actor estranger per Sterling Hayden
- 1965: BAFTA al millor actor britànic per Peter Sellers